# Игунаваям
Игунаваям (Луноваям) — река в России, на северо-востоке полуострова Камчатка.
Длина реки — 30 км. Протекает по территории Олюторского района Камчатского края. Впадает в залив Анапка.
Гидроним имеет корякское происхождение, но его точное значение не установлено.

## Данные водного реестра
По данным государственного водного реестра России относится к Анадыро-Колымскому бассейновому округу.
Код объекта в государственном водном реестре — 19060000312120000008298.